# 阿川建一郎

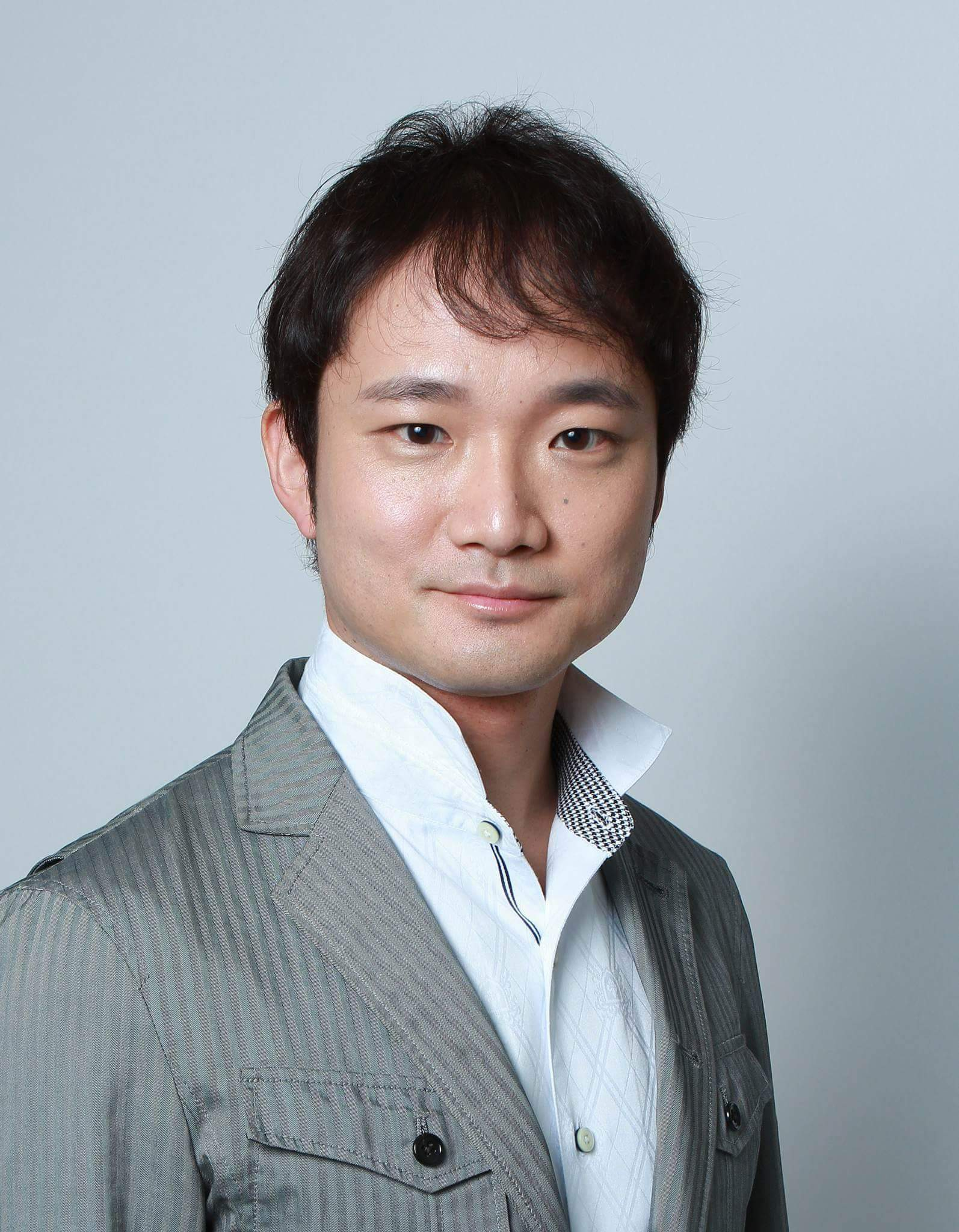

阿川 建一郎（あがわ けんいちろう）は東京都三鷹市出身の舞台俳優、歌手。
国立音楽大学音楽学部声楽科を卒業後、パリへの留学を経て1998年に劇団四季に入団する。「ライオン・キング」などの作品に出演し、2012年に退団。その後はミュージカルへの出演の他、シャンソン歌手や歌唱指導などの活動を行っている。